# Torre de Sanitja
La torre de Sanitja es una torre costera de defensa construida a principios de siglo XIX por los ingleses. La torre, que es Bien de Interés Cultural, defendía la cala, que en la antigüedad clásica (siglos I-III) fue un puerto de cierta relevancia: Sanisera. La torre fue construida en los años 1800-1802 por ingenieros británicos.
Se construyó con mortero de piedra con hileras verticales de sillares de refuerzo. Tenía tres plantas, con acceso a la segunda planta. Posteriormente se abrió una puerta en la planta baja que daba paso a un espacio octogonal de tres habitaciones cubiertas por dos bóvedas de cañón, que se utilizaban como almacén de pólvora, repuestos y otro material.
Al ser una torre considerada pequeña, no tenía escalera interior que uniera los diferentes pisos, que estaban comunicados por trampillas y a través de la chimenea. Debido al gran deterioro causado por el paso de los años, la torres está parcialmente derruida y no se puede visitar por dentro.
En el año 2016, la formación política local Entesa des Mercadal i Fornells presentó una moción para que el consistorio instara al Ministerio de Medio Ambiente a restaurar la torre.